# Arenaria latisepala
Arenaria latisepala là loài thực vật có hoa thuộc họ Cẩm chướng. Loài này được R.F.Huang & S.K.Wu mô tả khoa học đầu tiên năm 1996.